# Johan Guilbert
Johan François „YoH ViraL“ Guilbert (* 19. April 1989 in Saargemünd) ist ein professioneller französischer Pokerspieler und Webvideoproduzent.

## Pokerkarriere
Guilbert spielt seit März 2012 Onlinepoker. Er nutzt die Nicknames YoHViraL (GGPoker), YoHHH_ViraL (PokerStars), PCMPCM (partypoker), Ronaldo4112 (888poker) und YoHH_Viral (PokerStars.FR sowie PMU.fr). Seit Oktober 2006 betreibt der Franzose einen YouTube-Kanal namens YoH ViraL, der derzeit mehr als 160.000 Abonnenten aufweist. In den Videos dokumentiert Guilbert seine Pokerspiele zumeist in französischer Sprache und teilt Handanalysen mit dem Zuschauer.
Seine erste Geldplatzierung bei einem Live-Pokerturnier erzielte der Franzose Mitte Dezember 2010 im Aviation Club de France in Paris bei einem Event der Variante No Limit Hold’em. Dort gewann er Ende Januar 2011 auch sein erstes Live-Turnier und sicherte sich eine Siegprämie von knapp 10.000 Euro. Im Juli 2012 war Guilbert erstmals bei der World Series of Poker (WSOP) im Rio All-Suite Hotel and Casino in Paradise am Las Vegas Strip erfolgreich und kam beim Main Event in die Geldränge. Bei der WSOP 2014 kam er einmal auf die bezahlten Ränge, 2016 erzielte er zwei Geldplatzierungen. Im Oktober 2016 erreichte der Franzose beim Main Event der Italian Poker Tour auf Malta den Finaltisch und beendete das Turnier auf dem mit über 40.000 Euro dotierten vierten Platz. Beim High Roller des WSOP-Circuits in Paris wurde er Ende November 2017 ebenfalls Vierter und erhielt mehr als 50.000 Euro. Mitte April 2018 belegte Guilbert beim High Roller der partypoker Millions in Barcelona den neunten Rang und sicherte sich 60.000 Euro. Bei der WSOP 2019 erzielte er sechs Geldplatzierungen und erhielt sein mit Abstand höchstes Preisgeld von knapp 130.000 US-Dollar für den zweiten Platz bei einem Shootout-Event. Im Mai 2021 kam der Franzose zweimal bei der Aria High Roller Series der PokerGO Tour im Aria Resort & Casino am Las Vegas Strip an den Finaltisch, wofür er knapp 170.000 US-Dollar erhielt. Ende August 2021 entschied er das zweite Turnier der Super High Roller Series Europe im nordzyprischen Kyrenia für sich und erhielt den Hauptpreis von über 500.000 US-Dollar. Vier Tage später erreichte er einen weiteren Finaltisch der Turnierserie und beendete das sechste Event auf dem mit 560.000 US-Dollar dotierten dritten Platz. Auch beim Super High Roller der partypoker Millions North Cyprus in Kyrenia gelangte er im September 2021 an den Finaltisch und wurde Vierter für rund 110.000 US-Dollar. Im Dezember 2021 kam er beim Main Event der World Series of Poker Europe im King’s Resort in Rozvadov an den Finaltisch und belegte den zweiten Platz, der mit knapp 800.000 Euro bezahlt wurde. Bei den Global Poker Awards erhielt Guilbert Mitte Februar 2022 die Auszeichnung als „Breakout Player of the Year 2021“.
Insgesamt hat sich Guilbert mit Poker bei Live-Turnieren mehr als 4 Millionen US-Dollar erspielt.